# Annie Blanchard
Annie Blanchard, est une auteure-compositrice-interprète, née le 21 octobre 1977 à Maisonnette au Nouveau-Brunswick.

## Biographie
Originaire de la ville de Maisonnette au Nouveau-Brunswick. La passion de la musique lui vient de son grand-père maternel. En 2004, elle participe au Gala de la chanson de Caraquet où elle reçoit le prix du public comme interprète. En 2005, elle était de la finale féminine à l’émission Star Académie.
Elle a reçu plusieurs prix et nominations, dont celui du Félix pour chanson populaire de l’année en 2006 avec Évangéline (chanson). En 2008, elle a été en nomination dans deux catégories au Gala de l'ADISQ dont celle de Révélation de l’année et Album de l'année/country (Sur l'autre rive). En 2014, la chanteuse a été en nomination au Gala de l'ADISQ dans la catégorie Album de l'année/country (Annie Blanchard). En 2019, elle remporte le prix du Willie pour l'album de réinterprétation de l'année (Welcome soleil) au Gala Country.
En décembre 2007, elle lance son premier album Sur l’autre rive, elle appose sa signature sur deux textes.
Le deuxième album Marcher vers le nord, voit le jour en septembre 2010, elle s’entoure de collaborateurs, tels que Paul Daraîche, Mathieu Provençal, Wilfred LeBouthillier, Jean-François Breau et Steve Marin,.
En janvier 2014, elle présente son troisième album, éponyme, une coréalisation de Jean-Philippe Lagueux et Louis-Philippe Quesnel.
Son quatrième album Those Were the Days, est lancé en septembre 2016. Cet album anglophone réalisé par Georges Belliveau a été produit au Nouveau-Brunswick,.
En septembre 2018, au Festival western de Saint-Tite, elle lance officiellement son cinquième album, Welcome soleil.
Son sixième album, Hurricane voit le jour le 4 juin 2021, elle réalise cet album avec le guitariste Hubert Maheux,,.
Le 18 mars 2022, Annie Blanchard présente une toute nouvelle chanson Brand New, écrite par l’artiste américaine Mickey Guyton.
En septembre 2022, au Festival western de Saint-Tite, Annie Blanchard et Maxime Landry lancent l'album Jolene and the Gambler.

## Discographie

### Singles
- 2022 : Brand new

## Vidéographie
- La 20
- On my way
- Hurricane
- Lost things
- Brand new

## Gala de l'ADISQ
| Année | Catégorie                    | Pour                 | Résultat   |
| ----- | ---------------------------- | -------------------- | ---------- |
| 2006  | Chanson populaire de l'année | Évangéline (chanson) | Lauréate   |
| 2008  | Révélation de l'année        | Annie Blanchard      | Nomination |
| 2008  | Album de l'année/country     | Sur l'autre rive     | Nomination |
| 2014  | Album de l'année/country     | Annie Blanchard      | Nomination |

## Distinctions
- 2004 : Prix du public comme interprète au Gala de la chanson de Caraquet.
- 2006 : Prix du Félix pour chanson populaire de l’année au Gala de l'ADISQ
- 2010 : Prix Guy Bel comme meilleure interprète féminine au Festival Pully Lavaux à l'heure du Québec en Suisse
- 2019 : Prix Willie pour l'album de réinterprétation de l'année (Welcome soleil)